# Liberty City (Miami)
Liberty City ist ein Stadtteil von Miami. Er befindet sich einige Kilometer nördlich von Downtown Miami. Von den 43.000 Bewohnern sind 95 Prozent Afroamerikaner.
Die ersten Wohnsiedlungen (Liberty Square) wurden in den 1930er Jahren im Rahmen des New Deal für eine schwarze Mittelschicht gebaut. Liberty City wurde zu einem kulturellen Treffpunkt schwarzer Kultur in den Zeiten der Rassentrennung in Miami. 
Der Oscar-prämierte Film Moonlight (2016) wurde teilweise in Liberty City gedreht.

## Persönlichkeiten
- Purvis Young (1943–2010), Künstler bahamaischer Abstammung